# Eoeponidella
Eoeponidella es un género de foraminífero bentónico de la familia Asterigerinatidae, de la superfamilia Asterigerinoidea, del suborden Rotaliina y del orden Rotaliida. Su especie tipo es Eoeponidella linki. Su rango cronoestratigráfico abarca desde el Campaniense (Cretácico superior) hasta la Actualidad.

## Clasificación
Eoeponidella incluye a las siguientes especies:
- Eoeponidella ampliportata
- Eoeponidella edlokensis
- Eoeponidella linki
- Eoeponidella obesicubicula
- Eoeponidella parvipatera
- Eoeponidella pulchella
- Eoeponidella scotti
- Eoeponidella strombodes
- Eoeponidella tamdinica
- Eoeponidella yampensis
- Eoeponidella zealandica
- Eoeponidella zinndorfi
  - Eoeponidella zinndorfi semiplana

Otras especies consideradas en Eoeponidella son:
- Eoeponidella lobata, de posición genérica incierta
- Eoeponidella mamilla, aceptado como Asterigerinata mamilla

En Eoeponidella se han considerado los siguientes subgéneros:
- Eoeponidella (Altasterella), aceptado como género Altasterella
- Eoeponidella (Umboasterella), también considerado como género Umboasterella